# Love Dance
Pour plus de détails, voir Fiche technique et Distribution.
Love Dance (Let It Be Me) est un film américain réalisé par Pat O'Connor, sorti en 1995.

## Synopsis
À l'insu de sa fiancée (Jennifer Beals) qu'il doit bientôt épouser, un homme (Campbell Scott) s'inscrit à un cours de danse.

## Fiche technique
- Titre : Love Dance
- Titre original : Let It Be Me
- Réalisation et scénario : Eleanor Bergstein
- Musique : Joseph Vitarelli
- Pays d'origine :  États-Unis
- Sociétés de production : Rysher Entertainment
- Genre : Film musical, film romantique
- Durée : 88 minutes
- Date de sortie : 17 novembre 1995

## Distribution
- Campbell Scott : Dr Gabriel Rodman
- Jennifer Beals : Emily Taylor
- Yancy Butler : Corrine
- Patrick Stewart : John
- James Goodwin : Bud
- Leslie Caron : Marguerite
- Katharine Houghton : la femme sans-abri
- George T. Odom : le responsable de la chaîne alimentaire